# Tyrion Lannister
Tyrion Lannister, surnommé le Lutin, le Nain, le Gnome ou encore le Mi-homme est l'un des personnages principaux de la saga Le Trône de fer écrite par George R. R. Martin. Il est le troisième enfant de lord Tywin Lannister, et donc le frère de Cersei et Jaime Lannister. Né en l'an 273, il est né nain et difforme, et sa mère est morte en couche, ce qui lui vaut un rejet farouche de la part de son père.
C'est l'acteur Peter Dinklage qui a été choisi pour incarner Tyrion dans la série télévisée adaptée des romans, Game of Thrones.

## Histoire

### Dans la série

#### Saison 1
Tyrion est malheureux et méprisé par tout le monde à cause de sa taille. Son père Tywin et sa sœur Cersei le haïssent tandis que sa mère est morte en le mettant au monde. Le seul qui l’aime est son frère Jaime. Il va souvent voir des prostituées. 
Tyrion accompagne sa famille à Winterfell. Là-bas, il devient ami avec le fils bâtard de Ned Stark, Jon Snow, avec qui il partage le fait de ne pas avoir de valeur aux yeux de la société à cause de quelque chose auquel on ne peut rien changer. Quand Jon part au Mur, Tyrion l'accompagne, puis de retour du Mur, il est arrêté par Catelyn Stark qui l’accuse d’être celui qui a rendu infirme son fils Bran. Ils se rendent aux Eyriés rejoindre la sœur de Catelyn, Lysa Arryn. Tyrion demande un duel judiciaire; un soldat, Bronn, se porte volontaire pour être son champion et vainc le représentant de Lysa Arryn. Tyrion est donc libre et rejoint l'armée de son père, qui a déclenché une guerre contre les Stark à la suite de l'arrestation de Tyrion. Tywin le nomme alors Main du roi provisoire. Tyrion part donc à Port-Real, emmenant Shae, une prostituée que lui a trouvé Bronn.

#### Saison 6
Tyrion est à Meereen pendant que Daario et Ser Jorah sont allés secourir Daenerys. Il gère la ville avec Missandei et Ver Gris mais peine à s'imposer : les esclavagistes de Yunkai refusant de libérer leurs esclaves, Tyrion conclut un pacte avec eux, ils arrêtent les hostilités et ils peuvent garder leurs esclaves 7 ans. Seulement, Ver Gris et Missandei s'opposent à ce compromis. Au retour de Daenerys, les choses s’arrangent, cependant Daenerys souhaite conquérir Port-Réal par le feu ce que Tyrion trouve immoral et il réussit à la convaincre de changer ses plans. Il lui conseille aussi de ne pas emmener son amant Daario afin de pouvoir conclure des alliances par le mariage, elle l’écoute encore une fois, ensuite elle le nomme Main de la reine.

#### Saison 7
Les tensions montent entre Tyrion et Daenerys : quand elle perd Hautjardin et Dorne, elle lui reproche de l’avoir convaincu de ne pas attaquer directement Port-Réal. Il l’encourage à inviter le Roi du Nord, Jon Snow, à Peyredragon. Elle l’écoute et Tyrion réussit aussi à la convaincre d'autoriser à extraire le veyredragon des grottes de Peyredragon pour forger des armes capables de vaincre les Marcheurs blancs. Il lui parle aussi de la succession, ce à quoi elle répond qu’elle y réfléchira une fois qu’elle sera officiellement reine. Cependant, Jon et Daenerys commencent à sembler se rapprocher, et quand Tyrion les surprend à coucher ensemble, il a des doutes sur cette liaison.

### Dans les romans
Homme nain né dans une puissante famille noble, Tyrion est méprisé par sa famille ; son père Tywin le hait depuis sa naissance (sa mère est morte en le mettant au monde) et sa sœur Cersei l'a en horreur. Il sait cependant rapidement s'en accommoder et préférer la lecture et les arts à la chevalerie. Seul son frère Jaime a de l'affection pour lui.
Au début des romans, Tyrion accompagne le cortège royal à Winterfell. Au lieu de rentrer directement à Port-Réal avec les autres, il décide de se rendre sur le Mur afin de visiter la Garde de Nuit, et s'y lie d'amitié avec le jeune bâtard d'Eddard Stark, Jon Snow. Sur le chemin du retour, alors que les hostilités entre les maisons Stark et Lannister n'ont pas encore débuté, Tyrion est capturé par Lady Catelyn Stark qui l'accuse — à tort — de la tentative d'assassinat sur son fils. Catelyn emmène Tyrion aux Eyrié où il est emprisonné puis jugé. Tyrion réclame un duel judiciaire et un mercenaire vénal du nom de Bronn choisit de représenter le Lutin et remporte le duel, ce qui innocente Tyrion au regard des dieux et des hommes.
Libéré des Eyrié et toujours accompagné de Bronn, Tyrion rejoint l'armée de son père parti en campagne contre les Stark depuis la mort du roi Robert Baratheon et le couronnement du neveu de Tyrion, Joffrey. Tyrion conduit victorieusement l'avant-garde lors de la bataille de la Verfurque. Avec la défaite de Jaime lors de la bataille du Bois-aux-Murmures et le couronnement de Renly Baratheon à Hautjardin, Tywin Lannister décide d'envoyer Tyrion à Port-Réal afin d'assurer le rôle de Main du Roi pour Joffrey et éviter les bourdes du jeune roi, Tywin ayant finalement reconnu la finesse de jugement de son fils. Dans le même temps, Tyrion entame une liaison avec une prostituée, Shae, et s'éprend de la jeune femme.
L'arrivée de Tyrion à Port-Réal est loin d'être vue d'un bon œil par sa sœur, Cersei, reine régente, qui n'a jamais aimé Tyrion. Tyrion s'intègre cependant rapidement et avec succès dans les intrigues de la cour entre les comploteurs Varys et Littlefinger. Craignant une attaque navale de la part de lord Stannis Baratheon, Tyrion commande à tous les forgerons de la ville une immense chaîne afin de piéger les navires de ce dernier. Il commande également aux alchimistes un maximum de pots de feu grégeois. Il se débarrasse de mestre Pycelle, espion de Cersei, envoie Janos Slynt, responsable de la trahison envers Eddard Stark et de son exécution, au Mur, et négocie une alliance avec la maison Martell en envoyant la princesse Myrcella comme otage et en la fiançant au prince Trystan.
Les forces de Stannis finissent par attaquer, par la mer et par le Bois-du-roi. Avec la désertion de Sandor Clegane, Tyrion est obligé de conduire lui-même l'assaut contre les forces Baratheon. Le feu grégeois assure la victoire aux Lannister, mais Tyrion est gravement blessé par ser Mandon Moore durant la bataille, et il sombre dans le coma. À son réveil, il est affaibli et défiguré, la moitié du nez emportée. Pendant sa convalescence, son père est rentré à Port-Réal et a ôté à Tyrion toutes ses « griffes » politiques. Frustré que son rôle vital dans la victoire ait été passé sous silence, Tyrion ose réclamer à son père qu'il le proclame héritier légitime de Castral Roc, qui lui revient de droit, mais son père refuse. Ce dernier lui permet néanmoins de siéger au conseil restreint et le nomme grand argentier en remplacement de Lord Baelish. 
Une paix précaire étant revenue, le temps est venu de renforcer positions et alliances par des mariages, c'est ainsi que Tyrion se voit contraint d'épouser la jeune Sansa Stark afin que Winterfell échoie aux Lannister. Il est en outre chargé d'organiser le mariage du roi Joffrey Baratheon avec la jeune veuve de Renly, Margaery Tyrell, afin de renforcer l'alliance entre les Lannister et la maison Tyrell. Marié à Sansa, Tyrion ne peut se résoudre à la déflorer mais continue à entretenir sa liaison secrète avec Shae.
Joffrey est empoisonné durant le dîner de noces, et Tyrion est accusé par Cersei d'être l'assassin de son fils. Tyrion est une nouvelle fois arrêté et emprisonné. Un procès doit avoir lieu et les chances ne sont pas en faveur de Tyrion. Ce dernier réclame encore une fois un duel judiciaire. Défendu par Oberyn Martell contre Gregor Clegane, Tyrion voit ses espoirs s'envoler lorsque son défenseur est vaincu. Tyrion est condamné à mort. Mais son frère, Jaime, récemment libéré, parvient à libérer Tyrion en secret avec l'aide de Varys. Tyrion s'enfuit dans les souterrains du donjon rouge et, avide de vengeance, décide d'abord de se rendre dans les appartements de son père avant de fuir. Tyrion a la douloureuse surprise d'y trouver Shae, dans le lit de son père, et il l'étrangle. Il tue ensuite son père d'un carreau d'arbalète dans le ventre avant de s'enfuir avec Varys pour les cités libres.
Dans A Dance with Dragons, arrivé à Pentos, il rencontre Illyrio Mopatis, qui l'envoie rejoindre Daenerys Targaryen à bord d'un bateau qui descend le fleuve. Là, il découvre qui est véritablement Griff le jeune et le mercenaire Griff. Lors du voyage, il s'arrête à Selhorys, où il se fait capturer par Jorah Mormont, qui l’emmène à Volantis et lui met des chaînes pour qu'il ne s'enfuie pas. Il rencontre Sol, une naine qui se trouvait aux noces de Joffrey pour faire un numéro avec son frère, à qui on a coupé la tête en pensant que c'était Tyrion. Il embarque sur un navire avec ser Jorah, Sol et ses animaux. Mais le navire n'atteint pas sa destination car il est pris dans une tempête et se fait capturer par des esclavagistes. Sol, Jorah et Tyrion, sauvés par ce dernier, sont vendus à Yezzan zo Qaggaz, un riche noble de Yunkaï. Avec Sol et Jorah, Tyrion doit exécuter des numéros de joute pour rester en vie et faire rire les invités de son maître.
Tyrion ne veut pas mourir avec son maître, Yezzan, qui est atteint d'une maladie épidémique, « la jument pâle », et décide de s'enfuir avec ser Jorah Mormont et Sol. Il va rejoindre la compagnie mercenaire des Puînés en s'adressant à Brun Ben Prünh pour conclure un marché. Il devient alors une épée-louée, mais il doit rester caché dans leur campement tout comme ses deux compagnons s'ils ne veulent pas mourir pour avoir déserté. Il doit s'armer pour les batailles qui risquent d'arriver.

## Caractéristiques
Tyrion est un nain. Il est difforme dés sa naissance. Il se fait en plus défigurer durant la bataille de la verfurque. Il perd une partie de son nez et a une grande cicatrice traversant son visage.

Il aime l'alcool et le sexe. Il reconnaît son statut de nain et voit à quel point la société le méprise. Il essaye tout pour se faire mieux apprécier.